# Herdenkingsmonument Fort de Bilt
Het Herdenkingsmonument Fort de Bilt is een oorlogsmonument in de Nederlandse gemeente Utrecht ter nagedachtenis aan in de Tweede Wereldoorlog gefusilleerde verzetsmensen.

## Achtergrond
Fort de Bilt is een van de 19e-eeuwse verdedigingswerken van de Nieuwe Hollandse Waterlinie. Tijdens de Tweede Wereldoorlog gebruikten de bezetters het fort als fusilladeplaats en werden hier tientallen verzetsmensen gedood. Kort na de oorlog werd een eenvoudig kruis opgericht ter herinnering aan de omgekomen verzetsstrijders. Dankzij een inzamelingsactie van de Stichting Landelijke Propagandacommissie van het Voormalig Verzet kon er een permanent monument worden geplaatst. De beeldhouwer Leo Jungblut maakte hiervoor een beeld van een rouwende vrouw met aan haar ene zijde een jongen en aan de andere zijde een hond. Het beeld van een treurende vrouw met kind werd vaker gebruikt voor oorlogsmonumenten, als symbool van het onvolledige gezin.

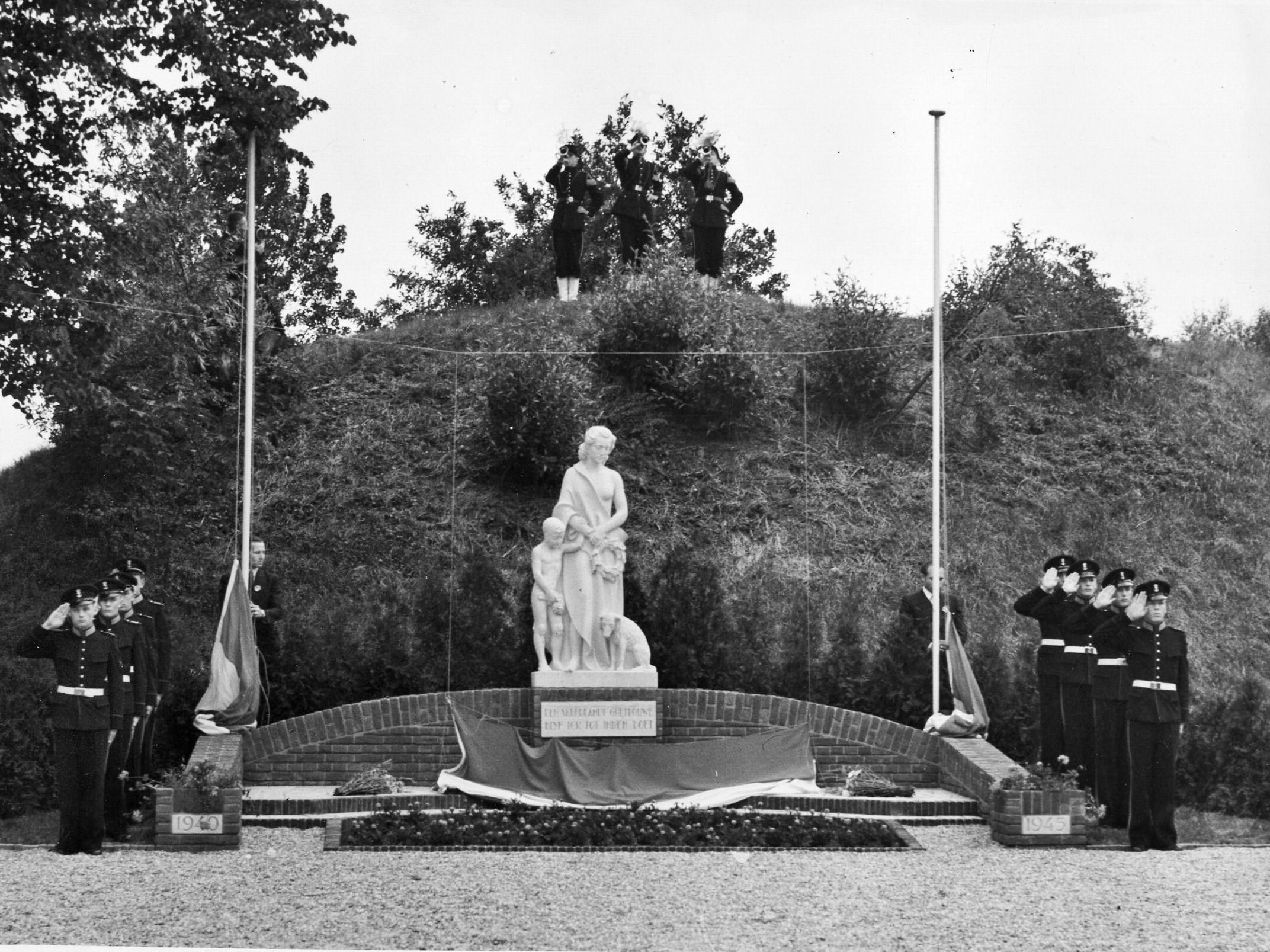
Hoornblazers van de Utrechtse studentenweerbaarheid blazen na de onthulling de Last Post.

Het monument werd op 18 juni 1949 onthuld door de weduwe van een van de verzetsmensen, in aanwezigheid van onder anderen burgemeester jhr. Coen de Ranitz en vertegenwoordigers van het garnizoen, de Ned. Vereniging van ex-politieke gevangenen en de Nationale Federatieve Raad van het Voormalig Verzet. In datzelfde jaar werd de Stichting Herdenkingsmonument Fort de Bilt opgericht, die zich onder meer inzet voor de instandhouding van het monument en het organiseren van de jaarlijkse herdenkingsbijeenkomst.
In 1995 werden bij het monument zes marmeren gedenkplaten geplaatst met daarop de namen van 139 mensen die hier zouden zijn gefusilleerd. Ze liggen per drie aan weerszijden van een trap naar een klokkenstoel met luidklok. Deze klok is afkomstig uit het voormalig Militair Hospitaal in Utrecht. Uit onderzoek dat in opdracht van de Stichting Herdenkingsmonument Fort de Bilt in 2020 werd verricht bleek echter dat 79 namen, oftewel 57% van het genoemde aantal, onterecht worden vermeld. Dit komt overeen met het aantal van 60, als genoemd in het Utrechts Nieuwsblad bij de onthulling in 1949.
Jungblut en Frits Sieger werden in 1951 gevraagd een ontwerp te maken voor een nationaal monument bij Kamp Amersfoort. Jungblut diende een ontwerp in dat sterk leek op het monument in Fort de Bilt, van een treurende moeder met kind. De commissie wees zijn ontwerp af, omdat het "te algemeen gangbaar was en tot een cliché was verworden". In 1953 werd Siegers monument De stenen man of Gevangene voor het vuurpeloton bij het kamp onthuld.

## Beschrijving
Het monument bestaat uit een witte, natuurstenen beeldengroep van een vrouw met kind en hond. De vrouw, met een ontblote linkerborst, houdt in haar rechterhand  een lauwerkrans. Rechts haar staat een naakt, vermagerd jongetje dat haar hand vastpakt en in zijn rechterhand een paar bloemen houdt. Aan haar linkerzij zit een treurend hond. De beeldengroep staat op een voetstuk in het midden van een muurtje van rode baksteen. Aan de voorzijde is een natuurstenen plaquette geplaatst met een regel uit het Wilhelmus: 

DEN VADERLANDT GHETROUWE
BLYF ICK TOT INDEN DOET

Onder de plaquette staat een klein, ijzeren kruis. Voor het beeld is een bloemenperk aangelegd.

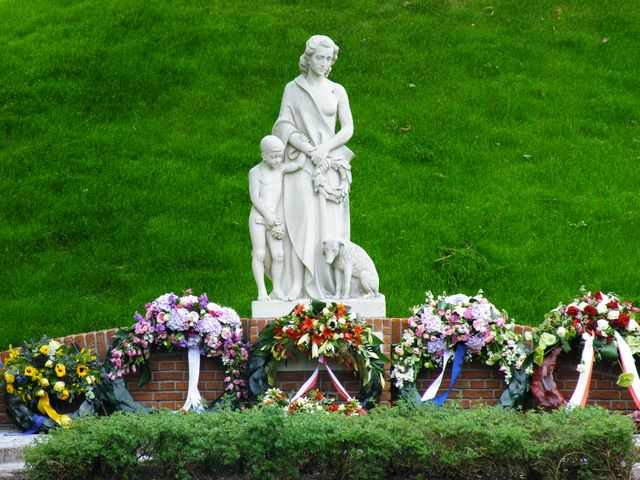
het monument
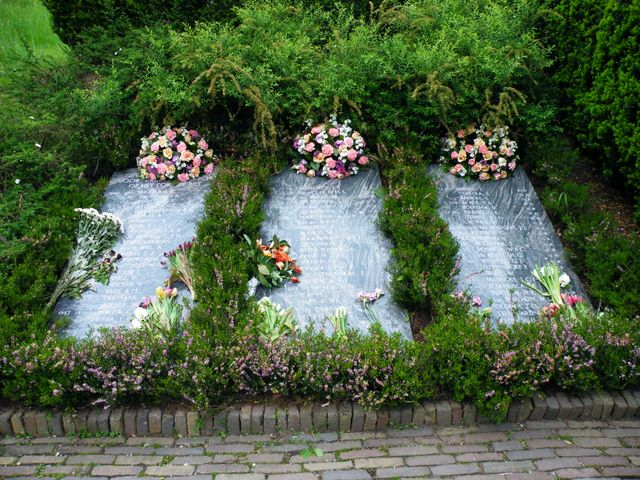
gedenkstenen 1-3
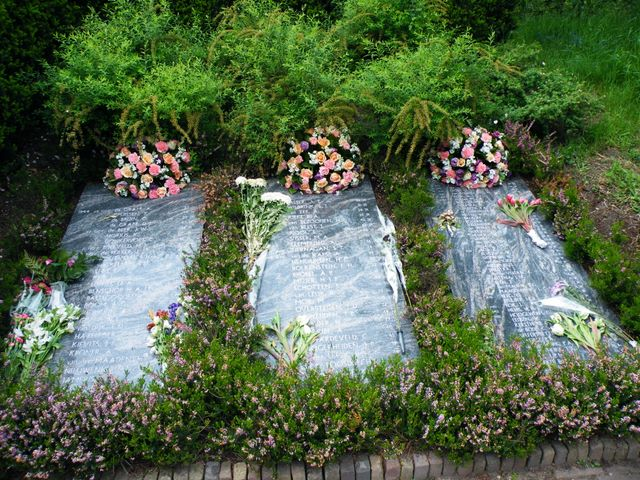
gedenkstenen 4-6